# Quận Lancaster, Virginia
Quận Landcaster là một quận thuộc tiểu bang Virginia, Hoa Kỳ.
Quận này được đặt tên theo. Theo điều tra dân số của Cục điều tra dân số Hoa Kỳ năm 2000, quận có dân số 11.567 người. Quận lỵ đóng ở Lancaster6. Quận nằm gần cửa sông Rappahannock.

## Địa lý
Theo Cục điều tra dân số Hoa Kỳ, quận có diện tích 598 km2, trong đó có 254 km2 là diện tích mặt nước.